# Meerut
Meerut (hindî : मेरठ, Meraṭh) - ourdou : میرٹھ) est une ville de l'État indien de l'Uttar Pradesh, capitale de l'une des 18 divisions territoriales de cet État et chef-lieu du district homonyme.

## Géographie
Meerut est située au nord-est de New Delhi.

## Histoire
Meerut est la ville dans laquelle la révolte des Cipayes a commencé en 1857.
La cause de la rébellion contre les britanniques semble avoir été l'introduction de nouveaux fusils. Ces armes utilisaient des cartouches enveloppées dans de la graisse de bœuf et/ou de porc qui devaient être ouvertes à la bouche avant usage. Cette explication est satisfaisante dans la mesure où les bovins sont sacrés pour les hindous et les porcs sont impurs pour les musulmans. [réf. souhaitée]
Meerut aurait aussi pu accueillir le célèbre voyageur Marco Polo mais il n'y se rendit pas car il raconte que la ville puait et qu'il était trop noble pour y aller. [réf. souhaitée]

## Personnalités liées
- Sita Ram, (1885-1972), peintre, y naquit.